# Аллисон (Айова)
Аллисон (англ. Allison) — город в США, административный центр округа Батлер штата Айова. Население — 966 человек (2020).

## География
Аллисон расположен по координатам 42°45′06″ с. ш. 92°47′45″ з. д. (42.751747, -92.795761). По данным Бюро переписи населения США в 2010 году город имел площадь 7,59 км², вся площадь — суша.

## Демография
| Год переписи | Нас. |  | %±     |
| ------------ | ---- |  | ------ |
| 1900         | 463  |  | —      |
| 1910         | 495  |  | 6,9%   |
| 1920         | 520  |  | 5,1%   |
| 1930         | 603  |  | 16%    |
| 1940         | 708  |  | 17,4%  |
| 1950         | 771  |  | 8,9%   |
| 1960         | 952  |  | 23,5%  |
| 1970         | 1071 |  | 12,5%  |
| 1980         | 1132 |  | 5,7%   |
| 1990         | 1000 |  | −11,7% |
| 2000         | 1006 |  | 0,6%   |
| 2010         | 1029 |  | 2,3%   |
| 2020         | 966  |  | −6,1%  |

Согласно переписи 2010 года, в городе проживало 1029 человек в 440 домохозяйствах в составе 277 семей. Плотность населения составляла 136 человек/км². Было 470 квартир (62/км²).
Расовый состав населения:
| - 99,4% — белых - 0,1% — азиатов |

К двум или более расам принадлежало 0,5%. Доля испаноязычных составляла 0,2% всего населения.
По возрастному диапазону население распределялось следующим образом: 21,9% — лица младше 18 лет, 51,9% — лица в возрасте 18-64 лет, 26,2% — лица в возрасте 65 лет и старше. Медиана возраста жителя составила 46,4 лет. На 100 человек женского пола в городе приходилось 87,4 человек; на 100 женщин в возрасте от 18 лет и старше — 84,4 мужчин также старше 18 лет.
Средний доход на одно домашнее хозяйство составил 65 902 доллара США (медиана — 52 750), а средний доход на одну семью — 69 049 долларов (медиана — 64 853). Медиана доходов составляла 48 333 доллара для мужчин и 30 000 долларов для женщин. За чертой бедности находилось 8,5% человек, в том числе 11,8% детей в возрасте до 18 лет и 5,8% в возрасте 65 лет и старше.
Гражданское трудоустроенное население составляло 603 человека. Основные отрасли занятости: производство — 20,6%, образование, здравоохранение и социальная помощь — 19,2%, розничная торговля — 16,7%.